# Konvergentna sinteza
U hemiji konvergentna sinteza je strategija čiji objektiv je poboljšanje efikasnosti multi-stepene hemijske sinteze, najčešće u oblasti organske sinteze. U linearnoj sintezi sveukupni prinos brzo opada sa svakom subsekventnom reakcijom:
Pretpostavimo da je prinos 50% za svaku reakciju. Sveukupni prinos proizvoda D je samo 12,5% počevši od A.
U konvergentnoj sintezi
 (50%)
 (50%)
 (25%)
ukupni prinos E (25%) je znatno bolji. Konvergentna sinteza se primenjuje u sintezi kompleksnih molekula (vidi totalna sinteza) i obuhvata spajanje fragmenta i nezavisnu sintezu.

## Primeri
- Konvergentna sinteza se sreće kod sinteze dendrimera[1], kod kojih su grane povezane sa centralnim jezgrom
- Proteini do 300 aminokiselina se formiraju konvergentim pristupom koristeći hemijsku ligaciju.
- Jedan primer njene primene u totalnoj sintezi je krajnji korak (fotohemijske [2+2]cikloadicije) jedinjenja Bijoujanagin A[2]:

## Literatura
1. ↑   . doi:10.1002/anie.200701552. Недостаје или је празан параметар |title= (помоћ)